# Danny Sullivan
 Daniel John "Danny" Sullivan III  va ser un pilot de curses automobilístiques estatunidenc que va arribar a disputar curses de Fórmula 1.
Va néixer el 9 de març del 1950 a Louisville, Kentucky, Estats Units.
Fora de la F1 ha estat campió del campionat CART l'any 1988 i de les 500 Milles d'Indianapolis el 1985.

## A la F1
Danny Sullivan va debutar a la primera cursa de la temporada 1983 (la 34a temporada de la història) del campionat del món de la Fórmula 1, disputant el 13 de març del 1983 el G.P. de Brasil al circuit de Jacarepaguà.
Va participar en un total de quinze curses puntuables pel campionat de la F1, disputades totes a la temporada 1983, aconseguint una cinquena posició com millor classificació en una cursa i assolí dos punts pel campionat del món de pilots.

## Resultats a la Fórmula 1
| Any  | Equip                 | Xassís  | Motor    | 1      | 2       | 3       | 4       | 5     | 6      | 7         | 8       | 9      | 10     | 11      | 12      | 13      | 14      | 15    | Posició | Punts |
| ---- | --------------------- | ------- | -------- | ------ | ------- | ------- | ------- | ----- | ------ | --------- | ------- | ------ | ------ | ------- | ------- | ------- | ------- | ----- | ------- | ----- |
| 1983 | Benetton Tyrrell Team | Tyrrell | Cosworth | BRA 11 | O.USA 8 | FRA Ret | SMR Ret | MON 5 | BEL 12 | E.USA Ret | CAN DSQ | GBR 14 | ALE 12 | AUT Ret | HOL Ret | ITA Ret |         |       | 17è     | 2     |
| 1983 | Benetton Tyrrell Team | Tyrrell | Cosworth |        |         |         |         |       |        |           |         |        |        |         |         |         | EUR Ret | SUD 7 | 17è     | 2     |

### Resum
| Curses: | Victòries: | Pòdiums: | Poles: | Voltes ràpides: | Punts: |
| ------- | ---------- | -------- | ------ | --------------- | ------ |
| 15 (15) | 0          | 0        | 0      | 0               | 2      |